# Antheua sericea
Antheua sericea är en fjärilsart som beskrevs av Felder 1874. Antheua sericea ingår i släktet Antheua och familjen tandspinnare. Inga underarter finns listade i Catalogue of Life.